# Denis Caniza
Denis Ramón Caniza Acuña (født 29. august 1974 i Bella Vista Norte, Paraguay) er en paraguayansk tidligere fodboldspiller (forsvarer). Han spillede 100 kampe for det paraguayanske landshold.

## Karriere
Caniza spillede over en periode på 14 år 100 kampe for Paraguays landshold. Han debuterede for holdet i november 1996 i en VM-kvalifikationskamp mod Ecuador, og spillede sin sidste landskamp i september 2010, da paraguayanerne spillede uafgjort mod Kina i en venskabskamp. Han repræsenterede sit land ved hele fire VM-slutrunder, VM 1998 i Frankrig, VM 2002 i Sydkorea/Japan, VM 2006 i Tyskland, samt VM 2010 i Sydafrika. Bedst gik det ved VM i 2010, hvor holdet nåede kvartfinalen.
På klubplan spillede Caniza en stor del af sin karriere i hjemlandet, hvor han repræsenterede tre af de store Asunción-klubber, Nacional, Olimpia og Sportivo Luqueño. Han vandt det paraguayanske mesterskab med både Nacional og Olimpia. Han havde også udlandsophold i både Argentina og Mexico.

## Titler
Primera División de Paraguay
- 1995, 1997, 1998 og 1999 med Olimpia
- 2009 (Clausura) med Nacional

Liga MX
- 2001 (Verano) med Santos Laguna

InterLiga
- 2004 med Santos Laguna